# Hydatellaceae
Hydatellaceae es una familia de plantas acuáticas de Australasia y la India. La familia fue reconocida por sistemas de clasificación modernos como el sistema de clasificación APG III (2009) y el APWeb (2001 en adelante) que la asignan al orden Nymphaeales.

## Descripción
Son plantas acuáticas. Las hojas son simples concentradas alrededor de un corto tallo basal. La planta está sumergida y emergen del agua anualmente, las raíces permanecen bajo el agua en el substrato. Las plantas son hidrófilas. Las flores se encuentran en racimos. Los frutos son aquenios.

## Ecología
Se encuentran solamente en Australasia y la India.

## Filogenia
Introducción teórica en Filogenia
Hydatellaceae fue por muchos años considerada cercana a Poales, así como también de la incluyó en Centrolepidaceae. No obstante, los estudios filogenéticos han demostrado que se halla incluida dentro de Nymphaeales y, por lo tanto,  representa uno de los más antiguos linajes de angiospermas.

## Taxonomía
Introducción teórica en Taxonomía
La familia fue reconocida por el APG III (2009), el Linear APG III (2009) le asignó el número de familia 2. La familia ya había sido reconocida por el APG II (2003) si bien en otro orden.
2 géneros:
- Hydatella, ahora incluido en Trithuria
- Trithuria